# Rottenstein (Gemeinde Sankt Georgen am Längsee)
Rottenstein ist eine Ortschaft in der Gemeinde St. Georgen am Längsee im Bezirk Sankt Veit an der Glan in Kärnten (Österreich). Die Ortschaft hat 2 Einwohner (Stand 1. Jänner 2024). Durch den Ort verläuft die Grenze zwischen den Katastralgemeinden St. Georgen am Längsee und Launsdorf.

## Lage
Die Ortschaft liegt im Sankt Veiter Hügelland im Zentrum des Bezirks Sankt Veit an der Glan, im Norden der Gemeinde Sankt Georgen am Längsee. Die Ortschaft liegt eineinhalb Kilometer östlich des Längsees und einen Kilometer östlich des Stifts Sankt Georgen. Die Ortschaft umfasst im Westen das Schloss Rottenstein samt Nebengebäuden auf dem Gebiet der Katastralgemeinde St. Georgen am Längsee und im Osten das Gebäudeensembles des Meierhofs des Schlosses auf dem Gebiet der Katastralgemeinde Launsdorf.

## Geschichte
1373 wird ein Hof in Rotenstain urkundlich erwähnt.
1788 erwarb der Großindustrielle Maximilian Thaddäus von Egger die Gebäude des ehemaligen Klosters Sankt Georgen am Längsee und ließ bald darauf im nahen Rottenstein einen Alterssitz für seine Frau errichten. Zwei Generationen später, um 1870, ließ Gustav Thaddäus von Egger dort Schloss Rottenstein errichten, ein historistisches, von einem Park umgebenes Gebäudeensemble. Außerhalb des Parks wurde ein Meierhof errichtet, ein spätklassizistisches Ensemble von Wohn- und Wirtschaftsgebäuden. Der Meierhof wurde vom Justizministerium erworben und dient seit 1953 als Außenstelle der Justizanstalt Klagenfurt. Das Schloss hingegen ist weiter in Privatbesitz.

## Bevölkerungsentwicklung
Für die Ortschaft zählte man folgende Einwohnerzahlen:
- 1869: 6 Häuser, 29 Einwohner[2]
- 1880: 10 Häuser, 44 Einwohner[3]
- 1890: 10 Häuser, 44 Einwohner[4]
- 1900: 10 Häuser, 40 Einwohner[5]
- 1910: 10 Häuser, 40 Einwohner[6]
- 1923: 10 Häuser, 43 Einwohner[7]
- 1934: 35 Einwohner[8]
- 1961: 5 Häuser, 9 Einwohner[9]
- 2001: 7 Gebäude (davon 1 mit Hauptwohnsitz) mit 1 Wohnung; 3 Einwohner und 0 Nebenwohnsitzfälle; 1 Haushalt; 1 Arbeitsstätte, 2 land- und forstwirtschaftliche Betriebe[10]
- 2011: 6 Gebäude, 2 Einwohner, 1 Haushalt, 0 Arbeitsstätten[11]
- 2021: 6 Gebäude, 2 Einwohner, 1 Haushalt, 1 Arbeitsstätte[12]

## Persönlichkeiten
- Gustav Thaddäus von Egger (1808–1884), Großindustrieller, ließ Schloss Rottenstein erbauen.
- Ludwig Hülgerth (1875–1939), Landesbefehlshaber im Kärntner Abwehrkampf, Landeshauptmann von Kärnten; starb auf Schloss Rottenstein.

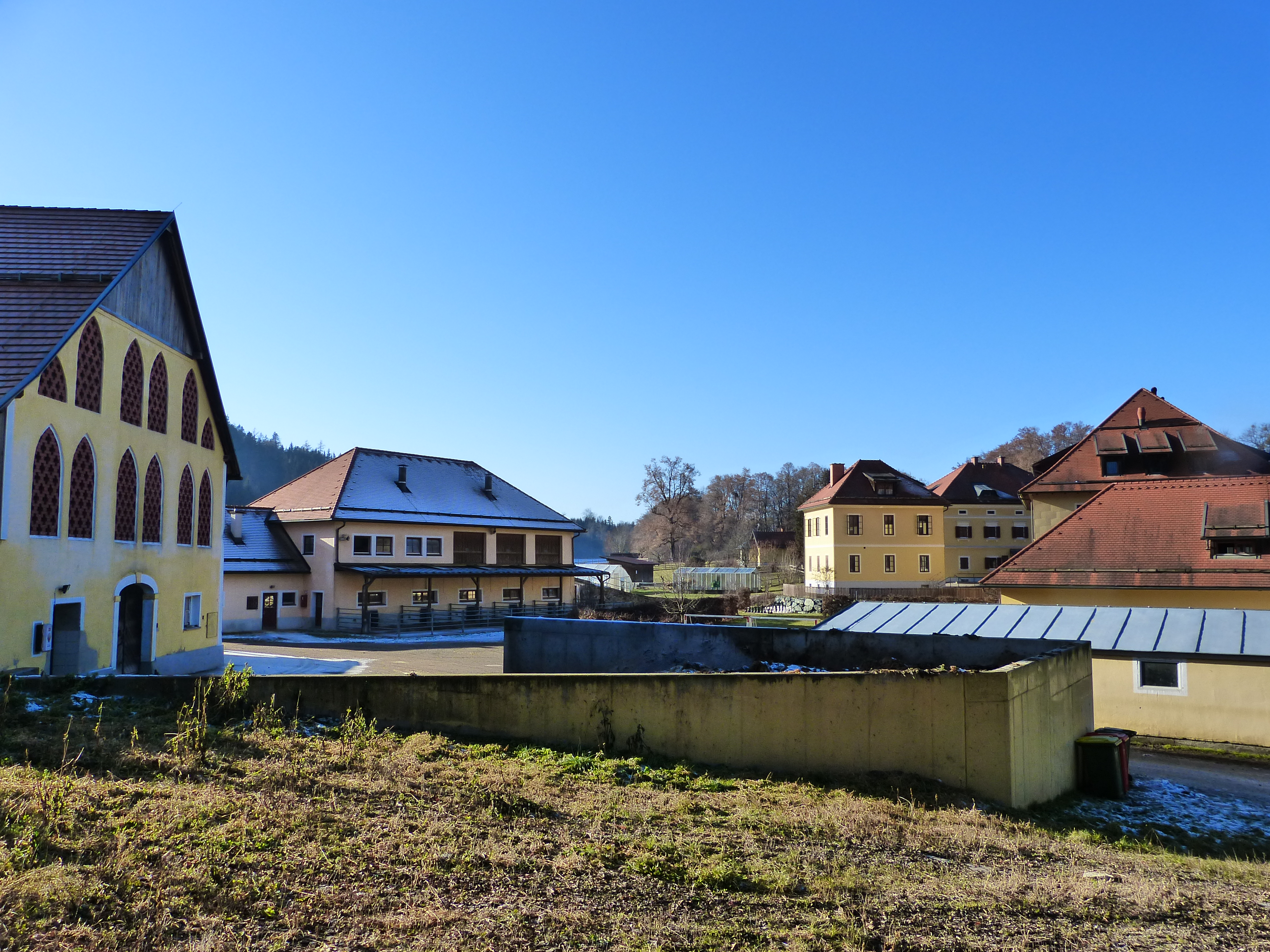
Meierhof Rottenstein
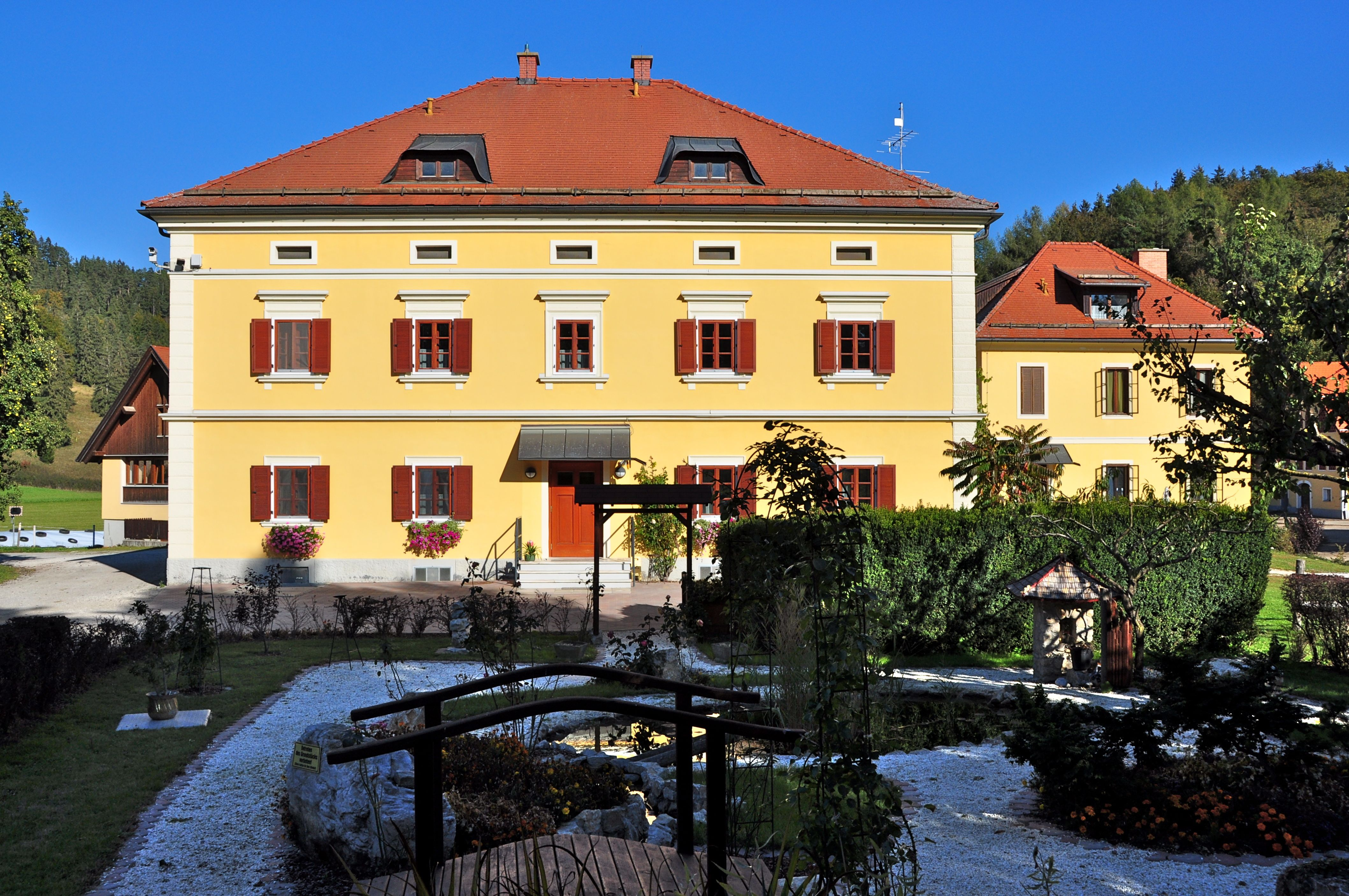
Meierhof Rottenstein
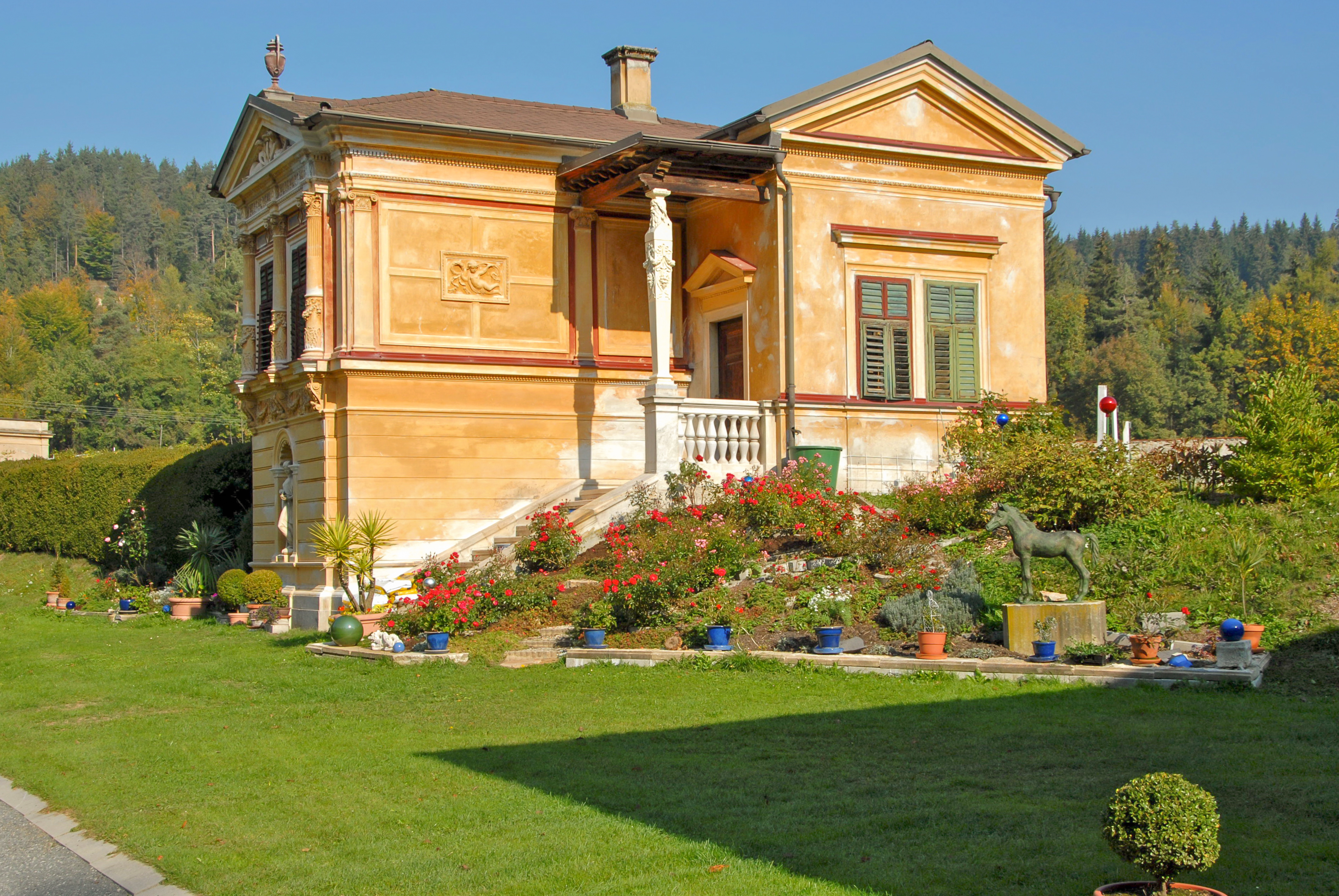
Badehaus des Schlosses
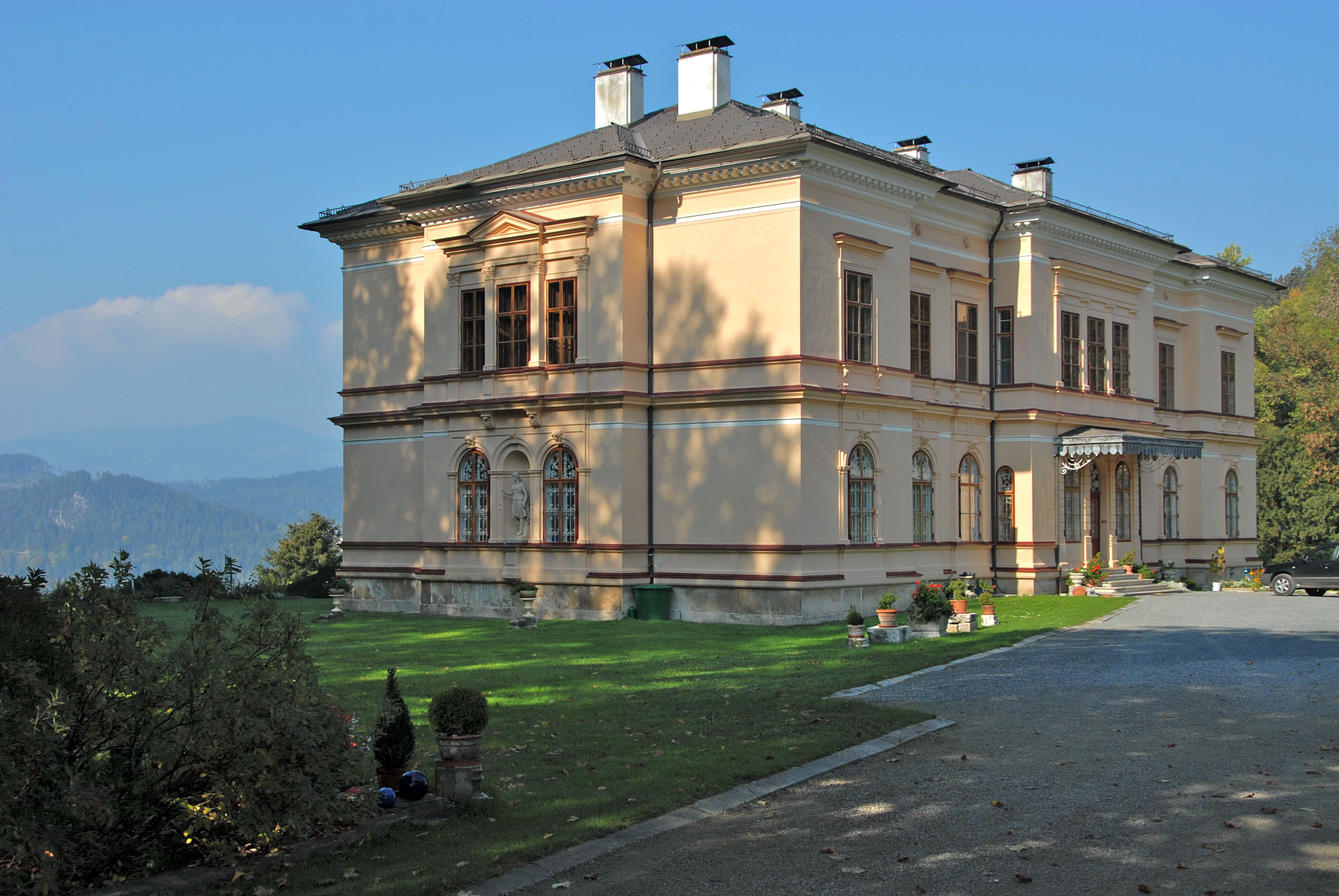
Schloss Rottenstein